# Томаш Медведь
Томаш Медведь (словац. Tomáš Medveď, 31 грудня 1973, Кошице) — словацький футболіст і футбольний тренер.

## Кар'єра гравця
Медведь почав займатися футболом у клубі «Кошице», після чого проходив військову службу в «Дуклі» (Банська Бистриця), де дебютував на дорослому рівні у сезоні 1992/93 у другому дивізіоні чемпіонату Чехословаччини (словац. Slovenská národná futbalová liga), а наступний сезон вже розпочав у вищому дивізіоні незалежної Словаччини 1993/94, де до кінця року забив три голи в 16 іграх.
У січні 1994 року нападник перейшов до братиславського «Інтера», де за два роки забив 13 голів у 49 іграх чемпіонату і 1995 року став з командою володарем Кубка Словаччини.
На початку 1996 року Медведь повернувся до «Кошице», за який забив один гол у дванадцяти іграх у другій половині сезону 1995/96. У липні 1996 року словак відправився на правах оренди до клубу другого дивізіону Чехії «Петра» (Дрновіце), але на початку вересня перейшов до іншої команди цього дивізіону «Світ» (Злін). Там Медведь забив чотири голи в семи матчах у першій половині сезону 1996/97, а у лютому 1997 року повернувся до Словаччини і надалі грав на правах оренди за «Хемлон» (Гуменне), за який до кінця сезону 1996/97 забив вісім голів у 14 іграх. У липні 1997 року нападник перейшов — знову на правах оренди — в «Локомотив» (Кошице), де до вересня забив 2 голи в п'яти іграх.
Восени 1997 року Медведь підписав контракт зі «Слованом» з Братислави і у сезоні 1997/98 він забив вісім голів у 25 іграх чемпіонату, а у вересні 1998 року Медведь перейшов до іншого братиславського клубу «Артмедія», де у сезоні 1998/99 нападник забив шість голів за клуб із Петржалки. У наступному сезоні 1999/00 Медведь був третім найкращим бомбардиром Суперліги з 14 голами. За кількістю забитих м'ячів це був його найкращий сезон у чемпіонаті Словаччини в кар'єрі.
В липні 2000 року Медведь перейшов до клуб другого німецького дивізіону «Ульм 1846», однак не зумів там заграти: у 23 іграх чемпіонату центрфорвард забив лише один гол у виїзній перемозі з «Дуйсбургом» (2:1) у першому матчі.
В результаті словак покинув «Ульм» і провів кілька матчів на перегляді за клуб другого дивізіону Чехії «Ставо Артікел» (Брно) влітку 2001 року, але контракт не уклав і зрештою повернувся в «Артмедію». У сезоні 2001/02 він забив п'ять голів у 17 іграх чемпіонату, а у наступному сезоні 2002/03 у 28 іграх відзначився шість разів.
У 2003 році Медведь перебрався в угорський «Відеотон», за який забив сім голів у сезоні 2003/04, після чого перейшов у інший місцевий клуб «Ломбард». Там Томаш став найкращим бомбардиром чемпіонату Угорщини з 18 голами в сезоні 2004/05.
У червні 2005 року Медведь пройшов перегляд в клубі другого дивізіону Німеччини «Вакер» (Бургхаузен), але у команді не залишився і провів другу половину 2005 року в китайській Суперлізі в клубі «Шеньян Цзіньде» з Гуанчжоу. Там словак забив п'ять голів у 13 матчах за команду.
З 2006 року Медведь знову грав на батьківщині за «Дуклу», за яку у сезоні 2006/07 забив п'ять голів у чемпіонаті, а завершив кар'єру гравця в клубі «Сенець», за який нападник забив двічі у другій половині сезону 2007/08. Загалом за свою кар'єру форвард забив 103 м'ячі у вищому дивізіоні.

## Виступи за збірну
Медведь зіграв два матчі молодіжну збірну Словаччини U-21.

## Тренерська кар'єра
Розпочав тренерську кар'єру у клубі «Петржалка», де працював спочатку з резервною, а потім у юнацькою збірною. З початку 2010 року Медведь працював асистентом головного тренера основної команди.
Влітку 2012 року Медведь став тренером клубу «Рача», який він покинув після першої половини сезону, щоб перейти до «Доміно» (Братислава).
Влітку 2013 року Медведь повернувся до «Петржалки», де став головним тренером команди, а з 2014 року — граючим тренером, після того як команда через фінансові проблеми припинила своє існування і відродилась у п'ятому дивізіоні країни.

## Досягнення
- Володар Кубка Словаччини: 1994/95

- Найкращий бомбардир чемпіонату Угорщини: 2004/05 (18 голів)[23]